# Vaďovce
Vaďovce jsou obec v západním Slovensku v okrese Nové Mesto nad Váhom. Žije zde 713 obyvatel.

## Poloha
Obec leží na úpatí Bílých Karpat asi 11 km západně od Nového Města nad Váhom. Asi 5 km západně od obce se nachází město Stará Turá.

## Historie
První písemná zmínka o obci pochází z roku 1392.

## Památky
Nejvýznamnější pamětihodností obce je katolický kostel svatého Michala Archanděla, který vznikl již v roce 1427, původně jako gotická kaple. V roce 1770 byla k této kapli přistavěna věž, avšak o 9 let později kostel vyhořel. Poté byl znovu obnoven, již v barokním slohu.

## Osobnosti
- Adam Pilát (1909 – 1987) – místní rodák, příslušník 311. československé bombardovací perutě RAF, nositel československého válečného kříže 1939, československé medaile Za chrabrost a československé medaile Za zásluhy. Na budově obecního úřadu má umístěnou pamětní desku.